# José Moreno Torres
José Moreno Torres (Madrid, 1 de agosto de 1900-Torrelodones, 19 de mayo de 1983) fue un político e ingeniero español que desempeñó importantes puestos durante el franquismo. 
Varias veces diputado en Cortes durante la Segunda República, se uniría a las fuerzas sublevadas tras el estallido de la Guerra Civil. Tras el final de la contienda, recién instaurada la Dictadura franquista, en 1939 fue nombrado director general de Regiones devastadas, organismo encargado de la reconstrucción de los daños causados por la guerra. Posteriormente ejercería como alcalde de Madrid, entre 1946 y 1952. Ostentó el título nobiliario de II Conde de Santa Marta de Babío.

## Biografía

### Carrera profesional
Nacido en Madrid el 1 de agosto de 1900, Moreno Torres era hijo del Ingeniero de caminos Alfredo Moreno Osorio y de Carmen Torrés Calderón. Destinado durante un tiempo en la Comandancia militar de Melilla, llegó a realizar estudios en la Academia de Ingenieros de Guadalajara, licenciándose en 1925 con el ranto de teniente. No obstante, al poco tiempo solicitó su baja del servicio militar y se dedicó la vida civil, trabajando como ingeniero en varias obras civiles.
Tras la proclamación de la Segunda República se convirtió en uno de los promotores del Bloque Agrario de Jaén. Participó en las elecciones de 1933 como agrario de la CEDA —integrado dentro del Bloque Republicano-Agrario—, obteniendo acta de diputado. En 1934 adquirió el diario La Provincia de Úbeda, convirtiéndolo en su órgano de expresión personal y también de la CEDA. En las elecciones de 1936 revalió su acta de diputado por Jaén, quedando adscrito en las Cortes a la minoría cedista.
Durante la Guerra civil combatió con las fuerzas sublevadas, llegando a ser jefe de transmisiones.
Tras el final de la contienda fue puesto al frente de la Dirección General de Regiones Devastadas y Reparaciones, organismo encargado de la reconstrucción del país. A este cargó unió en junio de 1939 el de presidente de la Junta de Reconstrucción de Madrid, de reciente creación. Estuvo al frente del organismo de Regiones Devastadas hasta 1951. También fue vocal del Patronato Central para la Redención de Penas por el Trabajo.
En 1956 siendo director-gerente de Tabacalera Española introdujo los cigarrillos Celtas, primero los cortos sin filtro; posteriormente, introdujo los largos, como "homenaje sincero a sus antepasados gallegos".

### Alcalde de Madrid
En marzo de 1946 fue designado alcalde de Madrid. En contraste con el malestar público que existía hacia su antecesor, Alberto Alcocer, el nuevo alcalde fue bien acogido por la prensa del régimen; el diario Arriba en un editorial llegó a describirlo como «alcalde gestor eficaz, poco amigo del colosalismo, frente a una cierta desgana del equipo anterior». Moreno Torres llegó a la alcaldía con un amplio abanico de planes para la ciudad, que incluían la prolongación de la avenida del Generalísimo, una reforma del transporte en Madrid —que incluía una propuesta de municipalización del servicio de tranvías o la concesión de mayores licencias de taxis—, etc. Dentro de su gestión municipal destacaron las labores de pavimentación de calles, aspecto al que Moreno Torres concedía una gran importancia.
También hubo de afrontar problemas de carácter social que afectaban a la capital, como la elevada mendicidad o la acuciante falta de vivienda.
En su haber estuvo el desarrollo del proceso de anexión a Madrid de 13 municipios limítrofes, en concreto de Carabanchel Alto, Carabanchel Bajo, Chamartín de la Rosa, Canillas, Canillejas, Hortaleza, Barajas, Vallecas, El Pardo, Vicálvaro, Fuencarral, Aravaca y Villaverde por este orden siendo los primeros los municipios de Carabanchel Alto y Carabanchel Bajo el 29 de abril de 1948. En su condición de alcalde de Madrid fue procurador en las Cortes franquistas. Fue cesado de su cargo en junio de 1952, tras el accidente tranviario del Puente de Toledo. Como ha señalado Leandro Álvarez Rey, este accidente supuso el final de sus futuras aspiraciones políticas.
Posteriormente, en las décadas de 1960 y 1970, fue director general de Tabacalera.
Falleció en su vivienda de Torrelodones el 19 de mayo de 1983, a los 82 años de edad.
A su memoria está dedicada la plaza del Alcalde Moreno Torres en el barrio madrileño de Sanchinarro.

## Familia
Contrajo matrimonio con Isabel Benjumea Heredia, hija de Rafael Benjumea y Burín, primer conde de Guadalhorce. La pareja tuvo varios hijos: Rafael, José, Isabela, Marta, María, Alfredo, María del Carmen, Francisco, Pilar, Juan Ramón, Antonio, Ana Rosa, María de Almudena y Santiago.
Heredó de su padre el título nobiliario de Conde de Santa Marta de Babío.

## Reconocimientos
- Gran Cruz de la Orden del Mérito Civil (1944)
- Gran Cruz del Mérito Militar con distintivo blanco (1944)

## Obras
- —— (1945). La reconstrucción urbana en España.[18] Madrid: Artes Gráficas Faure.